# Quebradanegra
Quebradanegra é um município da Colômbia, localizado na província Gualivá, departamento de Cundinamarca.